# Montecassiano
Montecassiano là một đô thị thuộc tỉnh Macerata trong vùng Marches nước Ý. Đô thị này có diện tích 32,99 km², dân số thời điểm 31 tháng 12 năm 2004 là 6830 người.
Đô thị này có làng trực thuộc: Sant'Egidio, Sambucheto, Vallecascia, Vissani.
Đô thị này giáp các đô thị sau: Appignano, Macerata, Montefano, Recanati.

## Biến động dân số
==Tham khảo==